# Психологија масе
Психологија масе (фр. psychologie des foules, енгл. crowd psychology) грана је социјалне психологије која се бави изучавањем истовременог реаговања више људи на заједнички повод, односно проучавањем психолошких одлика и законитости понашања масе, као и понашањем појединца у њој. По савременом теоретичару Сержу Московисију, маса је "привремени скуп равноправних, анонимних и међусобно сличних појединаца, скуп у којему идеје и емоције сваког од њих теже да буду спонтано изражене". Гомилу, односно "масу у покрету", пак "одликује велики број људи окупљен на једном месту, висока емоционалност и фокусираност на одређену идеју или особу." Примери гомиле су: скупови људи који врше политичке и сличне манифестације и демонстрације, религиозне процесије и сл. Особе у гомили имају тенденцију да веома снажно реагују на једнообразан, емоционалан и често (али не увек) ирационалан и нетолерантан начин. Односно, иако нису организовани, људи у маси међусобно непосредно комуницирају и имају склоност да деле иста осећања, уверења и мисли. Они несвесно једни друге имитирају и тако постижу висок степен униформисаности. 
Психолошке масе су облик колективног понашања и могу имати велики утицај на друштвене процесе (утичу на кретање јавног мњења, нарушавање јавног реда и мира, итд.). Због тога се психологија масе изучава као облик социјалног реаговања и у другим наукама: политикологији, безбедности, војним наукама, економији, итд. Познати истраживачи психологије масе били су: Гистав Л'Бон, Карл Густав Јунг, Вилфред Тротер, Габријел Тард, Зигмунд Фројд, Елијас Канети, Теодор Адорно, Едвард Бернајс, итд.

## Теорије психологије масе

### Класичне теорије
Током времена, социолози су развили неколико теорија које објашњавају психологију масе и разлоге због којих се психологија масе разликује од психологије појединаца унутар ње.
Гистав Л'Бон, француски лекар, антрополог и социолог, уочио је да је главна психолошка разлика између масе и појединца у томе што маса познаје само једноставна и претерана осећања, за разлику од сложенијег психолошког склопа људске индивидуе. Свака група људи окупљена неким поводом, може бити нечим испровоцирана и може реаговати незадовољством или задовољством, а масу или гомилу, како их је назвао Гистав Л' Бон у свом делу "Психологија гомила" ("La Psychologie des Foules") iz 1895, представља скуп појединаца (лица, индивидуа), било којег народа, занимања или пола, без обзира на случај који их је окупио. 
Душевне феномене у маси уочио је и Вилфред Тротер, британски зачетник неурохирургије, који је сматрао да у човеку постоји "инстинкт стада" ("gregariousness"), који је урођен и животињским врстама. За њега је друштвеност феномен од изузетног биолошког значаја и као така вероватно одгововран за настанак важне групе инстинктивног нагона. Зигмунд Фројд је нешто касније покушао да доради Тротерова размишљања и потврди своје теорије о либиду. Тако је извршио аналогију стадности са "вишећеличношћу", којом је она манифестација "из-либида-проистичуће склоности свих истоврсних живих бића да се здружују у све обухватније јединице". Теодор Адорно је критиковао идеју "спонтаности гомиле". За њега су оне вештачки продукт модерног живота, у којем се изгубио "грађански его", утирући пут "иду".

### Деиндивидуализациона теорија
Деиндивидуализациона теорија тврди да у типичним масовним ситуацијама одређени фактори, попут анонимности, заједништва, ослабљене личне контроле (одсуство стида), итд, дистанцирају људе од њихових личних идентитета и смањују њихову способност друштвене процене (нпр. "доброг и злог").

### Теорија конвергенције
Према теорији конвергенције, понашање масе није последица (одговор на неки подражај) саме масе, већ појединци преносе на масу своја осећања на основу којих следи извесно понашање. Маса је по тој теорији скуп индивидуалаца сличних мишљења. Пример теорије конвергенције су расистички настројене гомиле.

### Теорија настајућих форми
Према теорији настајућих форми, социјално понашање не може бити потпуно предвидљиво, али групе ипак нису ирационалне. Ако слични интереси привлаче гомилу, нове норме могу настати у самој гомили. Понашање групе је последица њихове мотивације и укључености у неки догађај. Више мотивисани појединци постају вође и доводе до настанка колективног расположења.

### Теорија социјалног идентитета
Према теорији социјалног идентитета, појединчева представа о себи (позитивна или негативна, задовољавајућа или незадовољавајућа) проистиче из чланства у социјалним категоријама које он види као "своје" и постаје део "појма о себи". Дакле, појединчева личност је сложен систем који се базира на концепту припадања или неприпадања некој социјалној групи, која може имати различите вредности и норме морала и понашања. Оно што мотивише и обједињава заједничку колективну акцију, укључујући и колективно насиље, нису појединачна колективна стања, него заједничка идентификација са групом (заједнички социјални идентитет). Када скуп појединаца усвоји заједнички социјални идентитет, мења се и перцепција припадника других група (стереотипи), врста понашања (међугрупно) и квалитет социјалних односа (компетитивно).